# جاوید مجلسی
جاوید مجلسی (زادهٔ ۲۲ فروردین ۱۳۲۸ در تهران) موسیقی‌دان، نوازنده و رهبر ارکستر ایرانی است.

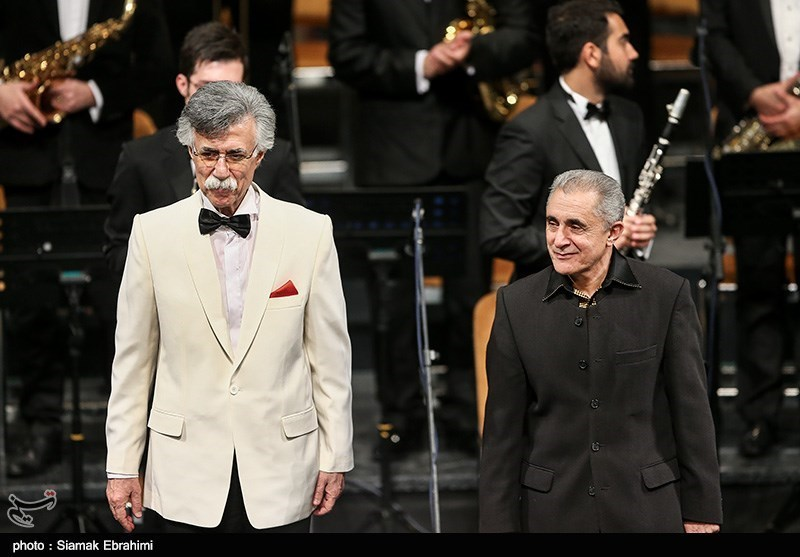
سمت راست: عالیم قاسمف٬ سمت چپ: جاوید مجلسی کنسرت عالیم قاسیم‌اف و ارکستر بادی تهران در تالار وحدت به رهبری جاوید مجلسی ۲۳ دی ۱۳۹۳

## زندگی هنری
غلامحسن (جاوید) مجلسی در ۲۲ فروردین ۱۳۲۸ در تهران متولد شد. او در سال ۱۳۴۱ به هنرستان موسیقی ملی راه یافت و در آنجا فراگیری ساز هورن را زیر نظر مرتضی حنانه آغاز کرد. وی در سال ۱۳۴۶ به ارکستر سمفونیک تهران پیوست. او در سال ۱۳۵۲ موفق به اخذ لیسانس خود نزد «ژوزف» (اشجه گولسکی) شد. او پس از مدتی با بورسیه ارکستر سمفونیک، نزد «ژرژباریوتو» نوازنده اول هورن ارکستر پاریس دوره عالی نوازندگی این ساز را گذراند. جاوید مجلسی در سال ۱۳۵۸ به ایران بازگشت و به عنوان نوازنده اول هورن، مجدداً همکاری خود را با ارکستر سمفونیک تهران آغاز نمود.
او سال‌ها بعنوان مدرس هورن در هنرستان‌های موسیقی مشغول به تدریس بوده‌است. وی همچنین به عنوان معاون ارکستر سمفونیک تهران انتخاب و در برخی از اجراها ارکستر سمفونیک را رهبری کرده‌است.
جاوید مجلسی در سال ۱۳۶۸ موفق به دریافت مدرک درجه یک هنری از وزارت فرهنگ و ارشاد اسلامی شد.
در تاریخ ۲ آذر ۱۳۹۷ در مراسم چهارمین «سال نوای موسیقی ایران» از «جاوید مجلسی» تقدیر به عمل آمد و تندیس «سال نوا» و لوح تقدیر به ایشان اهداء شد.

## فعالیت‌های هنری
برخی از سوابق و فعالیت‌های جاوید مجلسی در جایگاه موسیقیدان عبارتند از:
- عضویت در ارکستر سمفونیک تهران
- رهبری ارکستر سمفونیک تهران
- تدریس در هنرستان موسیقی
- عضویت در هییت داوران جشنواره بین‌المللی موسیقی فجر
- عضویت در کانون آهنگسازان سینمای ایران
- رهبری ارکستر سازهای بادی تهران
- داوری جشنواره ملی موسیقی جوان